# 待避所
待避所（たいひじょ）とは、狭隘道路で車両同士が行き違い（離合）を行うための空間、または長い急坂に設置される構造物である。なお、法令上では非常駐車帯と設置目的が異なり、区別される。本項では、長い下り坂に設置される緊急退避所についても記述する。

## 狭隘道路における待避所

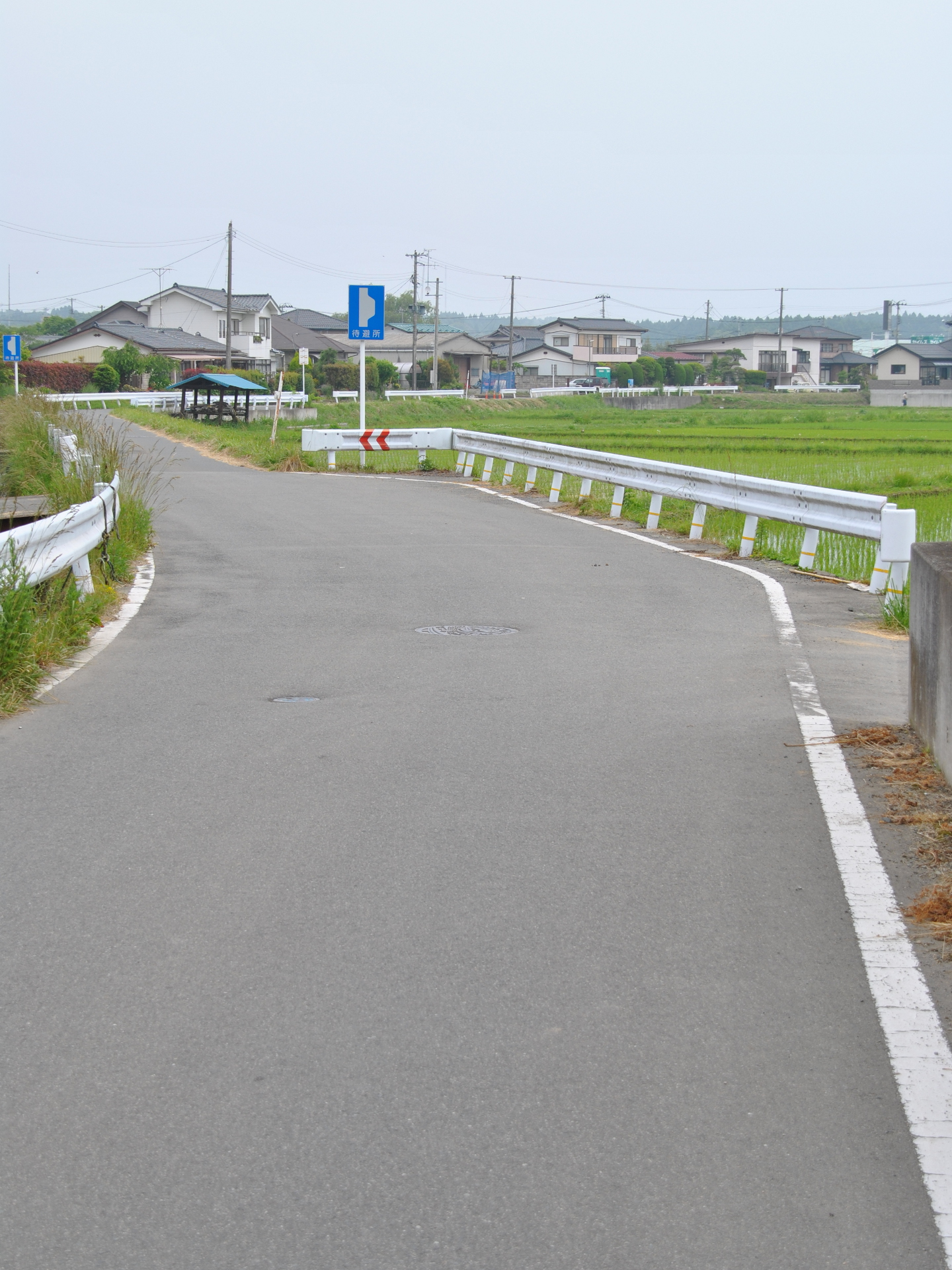
待避所

狭隘道路で車両同士が行き違いを行うための待避所は、1車線または幅員の狭い道路で、車両が行き違いするために適当な間隔で設置される、路肩より広い空間である。
2車線化ができない道路の改良手段として設けられる場合もある（車線の項を参照）ほか、待避所の案内標識も存在する（下図を参照）。

## 緊急退避所
緊急退避所(Runaway truck ramp)は、下り坂でブレーキトラブル（故障、フェード現象、ベーパーロック現象など）を起こした車両を停止させるために坂の中腹や終端に設置される側道施設である。緊急避難所と表示されることもある。

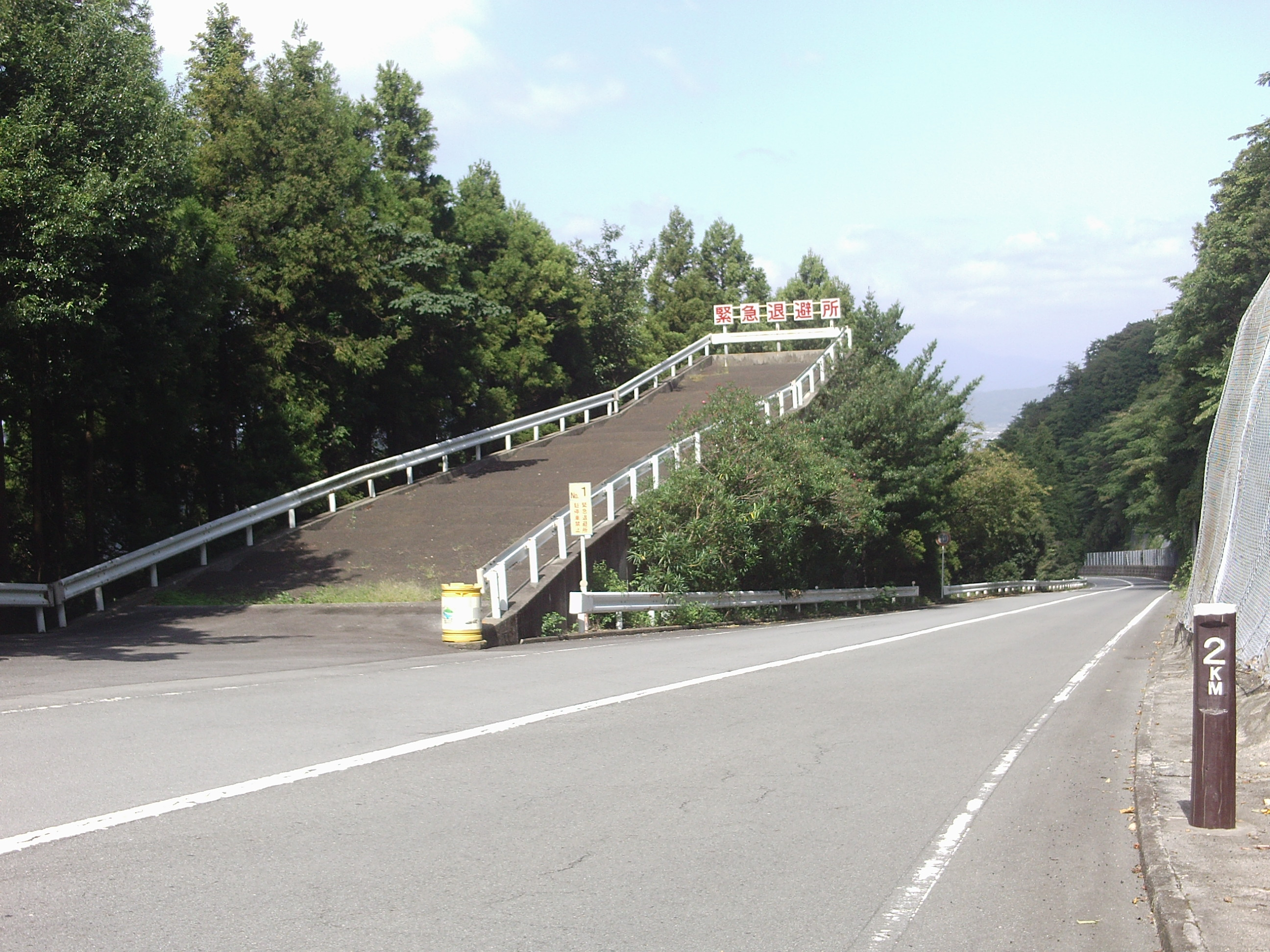
緊急退避所

日本国内では箱根新道や碓氷バイパス、国道45号の中野坂峠、東九州自動車道の末吉財部 - 国分間 、国道274号の日勝峠のほか、山岳地帯の主要道に散見される。たいていの緊急退避所は上り坂の地形に砂や古タイヤなどを積んだ構造となっているが、国道274号・日勝峠のものは緊急避難所と呼ばれ、道路とほぼ同じ下り坂の傾斜で地表面から深く掘り下げた部分に「ふるい砂利」を敷き詰めた「制動路盤」と呼ばれる形状としている。
最低地上高の低い一般的な車両が突入した場合、スタックや車両破損の可能性はあるが、死亡事故を含めた重大事故につながる危険性を大幅に低下させることが期待できる。特に国道274号・日勝峠の緊急避難所については2004年（平成16年）7月9日に実証実験が行われ、50km/hで走行した場合の乗用車、25t大型トラックおよびトレーラー（ともに空荷と満載の2パターン）のいずれも砂利を敷き詰めた制動路盤内で停止できる事が実証されている。